# Gli ultimi giorni nel deserto
Gli ultimi giorni nel deserto (Last Days in the Desert) è un film del 2015 diretto da Rodrigo García.
Il film è ispirato all'episodio biblico delle tentazioni di Gesù.

## Trama
I quaranta giorni di Gesù, di digiuno e preghiera nel deserto. Mentre si allontana dalla natura selvaggia, durante il difficile viaggio nel deserto, incontra una famiglia che vive di stenti e Gesù lotta contro il diavolo.